# Saigō no Tsubone
Saigō no Tsubone (西郷局), död 1589, var en japansk adelskvinna. Hon var gift (egentligen konkubin) med shogun Tokugawa Ieyasu och är känd i historien för sitt politiska inflytande i egenskap av sin makes rådgivare. Hon var också känd som filantrop.